# 逓信省
逓信省（ていしんしょう、旧字体：遞信省、英語: Ministry of Communications）は、かつて日本に存在した郵便、通信、運輸を管轄する中央官庁である。
内閣創設時から第二次世界大戦中の行政機構改革で統合されるまで、交通・通信・電気を幅広く管轄していた。第二次世界大戦後にも復活して1946年（昭和21年）から1949年（昭和24年）まで存在したが、この時期には通信及び航空保安のみを管轄した。現在の総務省、国土交通省航空局、日本郵政（JP）、及び日本電信電話（NTT）は、1946年（昭和21年）から1949年（昭和24年）までの逓信省の後身に相当する。

## 沿革
工部省を廢し遞信省を置き工部大學校󠄁を文󠄁部省に鑛山及󠄁工作事務を農商󠄁務省に屬す。今般遞信省を置き驛遞電信燈臺管舩の事務を管理せしむ
—太政官達第七十号 （明治18年12月22日）
- 1885年（明治18年）12月22日、内閣創設に際して逓信省が発足。農商務省から駅逓局と管船局を、工部省から電信局と燈台局を承継[3]。
  - 逓信省の名の由来は駅逓の逓と電信の信を合わせたものである。
- 1891年（明治24年）8月16日、電気事業の監督行政を所管。
- 1892年（明治25年）7月21日、内務省から鉄道行政を移管。
- 1893年（明治26年）11月10日、水運事業・陸運事業の監督行政を所管。
- 1908年（明治41年）12月5日、鉄道行政を内閣所属部局の鉄道院に移管。
- 1923年（大正12年）4月1日、陸軍省から航空行政を移管。
- 1928年（昭和3年）11月5日、陸運事業の監督行政を鉄道省に移管。
- 1938年（昭和13年）1月11日、厚生省設置。簡易保険に関する経営管理業務は逓信省から厚生省の外局たる保険院に移管。
  - 逓信省には、簡易保険の契約募集、周知宣伝、資金運用などの第一線業務のみが残留。
- 1940年（昭和15年）6月20日、東京府東京市麹町区（現・東京都千代田区）大手町にあった逓信省航空局新館が落雷により出火。10省庁の庁舎に延焼した[4]が、重要書類の焼失は免れた[5]。
- 1941年（昭和16年）12月19日、逓信省の外局として海務院を設置。逓信省内部部局の管船局と外局の燈台局は海務院に統合。
  - 地方部局においても、逓信局の海事部門を分離して、海務院の地方部局たる海務局を設置。
- 1942年（昭和17年）11月1日、簡易保険に関する経営管理業務を厚生省から逓信省に復帰させ一元化。
- 1943年（昭和18年）11月1日、逓信省と鉄道省を統合し、運輸通信省を設置。
  - 戦争中の海陸輸送体制強化を図るためである。
  - 逓信省の所管事務のうち、郵便・貯金・保険・電信・電話の事業は運輸通信省の外局たる通信院が所管。海務院の海事行政は運輸通信省海運総局が所管。航空行政は運輸通信省航空局が所管（但し航空機製造業に関する行政は軍需省＝現・経済産業省に移管）。電気行政は軍需省に移管。
- 1945年（昭和20年）5月19日、運輸通信省から通信院を分離し、内閣所属部局として逓信院を設置。これにより、運輸通信省は運輸省に改称。
- 1946年（昭和21年）7月1日、逓信院を廃止して逓信省を再設置。
  - 戦前の逓信省とは異なり海運・電気は所管せず、郵便、電気通信、郵便為替、郵便貯金、簡易生命保険、郵便年金及びこれらに附帯する業務並びに航空保安に関する事務を行う官庁となる[6]。
- 1949年（昭和24年）6月1日、逓信省廃止。二省分離（郵電分離）により、郵政省と電気通信省を新設した。後に旧国際電気通信会社が所管していた国際通信を特殊会社化し、国際電信電話（現・KDDI）が誕生した。

## 本省所在地の変遷
- 第一期 - 京橋区木挽町（中央区銀座）
  - 工部省電信局として使用すべく現在の銀座郵便局敷地に建設され落成したばかりの洋風2階建て煉瓦造の庁舎を、逓信省発足直後から本省として使用した。1907年（明治40年）1月22日の火災で焼失[7]した後、同地に煉瓦造3階建ての新庁舎が1909年（明治42年）6月完成し引続き本省として使用した。郵便博物館（後の逓信総合博物館の前身）が同居。
- 第二期 - 麹町区大手町（千代田区大手町）
  - 木挽町の庁舎が1923年（大正12年）の関東大震災によって焼失した後、逓信省は大手町の内閣印刷局跡地（逓信ビルを経て現・大手町プレイス敷地。日本郵政本社が入居）に建てられた木造平屋の仮庁舎を本省として使用した。帝国議会の新議事堂が完成したあとに、仮議院が使用していた場所（現・経済産業省総合庁舎旧館敷地）に逓信省の新庁舎を建設する計画だったが、新議事堂建設が長引いているうちに昭和恐慌や日中戦争が始まり新庁舎建設の機会を逸してしまった。郵便博物館は庁舎焼失直前の1922年に麹町区富士見町の陸軍軍医学校敷地（現・東京逓信病院敷地）内にあった済生会病院麹町分院（現・済生会中央病院）が使用していた建物に移転拡張し、「逓信博物館」と改称している。
  - なお、この土地は戦後も印刷局が所有し、「大手町第2敷地」と呼ばれていた。旧郵政省・総務省はこの土地に建てられた逓信ビル、東京郵政局庁舎、東京国際郵便局を解体するまで、印刷局に賃料を支払っていた[8]。

- 第三期 - 麻布区飯倉町（港区麻布台）

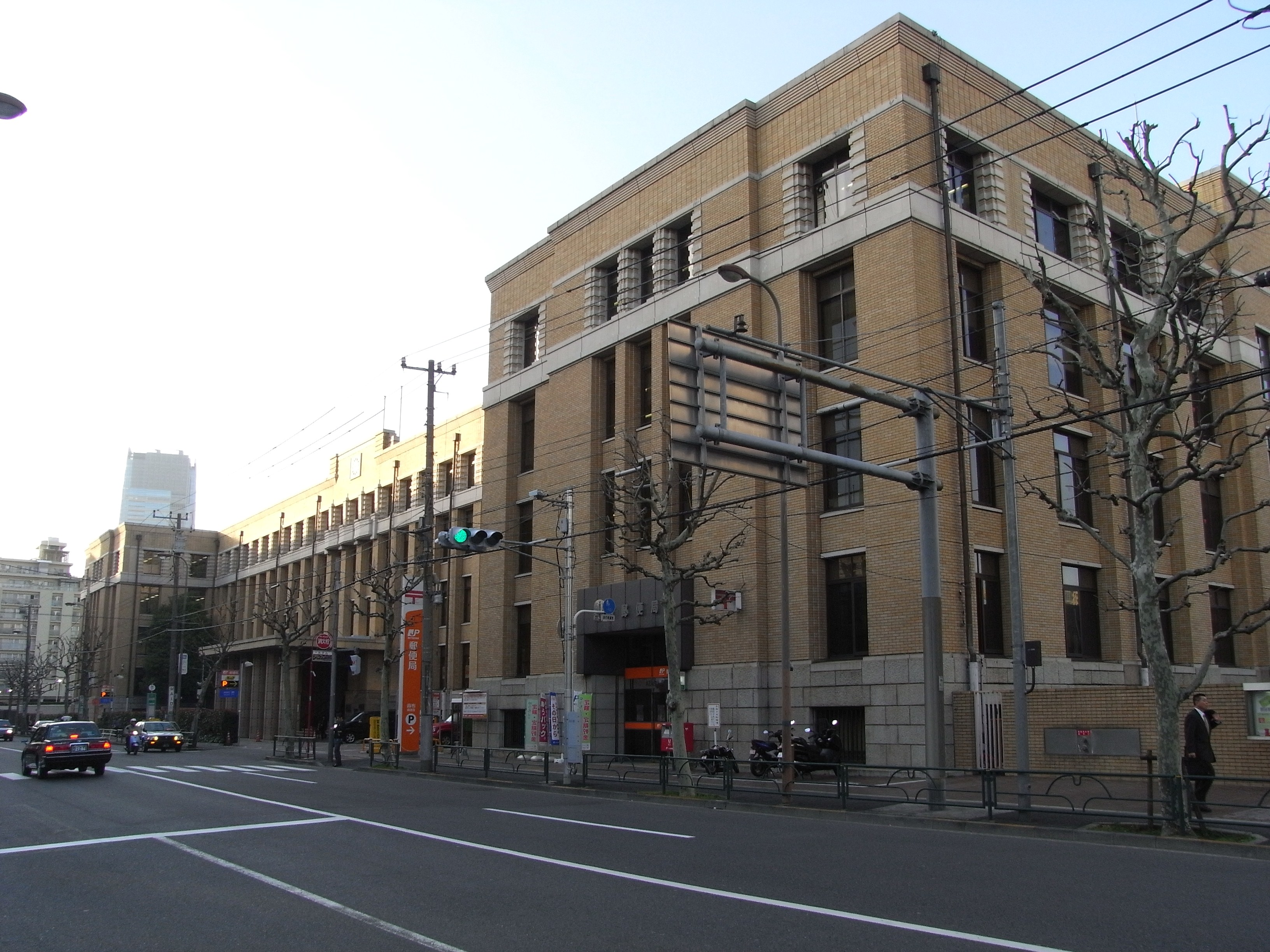
逓信省飯倉庁舎（旧貯金局庁舎）
_{郵政省本庁舎などを経て、日本郵政グループ飯倉ビル（2019年解体済み）}

  - 大手町の木造仮庁舎が余りにも長く続いた後、1943年（昭和18年）秋に、当時貯金局が使用中の飯倉庁舎（現・日本郵政グループ飯倉ビル）を通信院の本庁舎として移転使用することとなった。この庁舎は、紀州徳川侯爵家の邸宅跡地に建設され、1931年（昭和6年）から貯金局が使用していたものである。なお、この飯倉庁舎の所在地を俗に"狸穴"と呼ぶことが多く、そのためこの場所の旧町名も狸穴町であったものと混同されがちだが、狸穴町を旧町名としていた区域は飯倉庁舎とは道路を挟んで反対側のロシア大使館周辺である。
  - 飯倉町の庁舎は通信院から逓信院を経て逓信省復活後も引続き使用され、二省分離後も郵政省と電気通信省とが共用していた。電気通信省は日本電信電話公社への移行後しばらくして赤坂葵町（現虎ノ門）に仮移転したが、郵政省は1969年（昭和44年）7月の霞が関移転まで長らく飯倉に本省を置いた。

## 所管業務

### 郵便
1871年（明治4年）4月20日の郵便創業時、郵便事業は宿駅制度をつかさどる駅逓司の所管であり、初代駅逓頭は濱口梧陵（7代目濱口儀兵衛　ヤマサ醤油創業家当主　「稲むらの火」のモデル）であるが、近代郵便事業の展開は第2代駅逓頭前島密（制度開始当時は駅逓権頭として英国視察中）の指導の下進められた。この駅逓司は民部省・大蔵省・内務省・農商務省と所属が変わる間に駅逓寮・駅逓局と昇格。1885年（明治18年）に逓信省が設立されるとその所属となった。
1887年（明治20年）には「〒」マークが制定された。これは逓信省の頭文字「テ」をデザイン化したものであるとされる（詳細は郵便記号の項を参照）。1900年（明治33年）にはそれまでの郵便規則・郵便条例・小包郵便法などが統合され（旧）郵便法が制定された。1920年（大正9年）には貯金局と簡易保険局が設けられた。1928年（昭和3年）には簡易保険局がラジオ体操を制定した。その後郵便事業は通信院・逓信院・復活した逓信省を経て、郵政省に受け継がれることになる。

### 電信・電話
工部省の所管であった電信事業は逓信省に受け継がれ、1890年（明治23年）には電話事業も管轄するようになった。以降電信と電話の所管は一貫して逓信省（および通信院・逓信院）のものであったが、1949年（昭和24年）に省が解体（郵電分離）されると電気通信省へと移った。なお電気通信省は1952年（昭和27年）に日本電信電話公社に改組され、その監督は郵政省が行うこととなった。

### 海事
民間船舶に関する事務は農商務省商務局管船課が行っていたが、1882年（明治15年）に管船局へと昇格した。1885年（明治18年）に内閣制度が創設されると逓信省の管轄とされた。1896年（明治29年）には海難審判制度を定めた「海員懲戒法」が公布され、翌年には海員審判所が設立された。大東亜戦争（太平洋戦争、第二次世界大戦）開戦直後の1941年（昭和16年）12月19日、海運の国家統制を目的に、海事に関する業務は海務院へと移された。

#### 逓信省標準船
ワシントン海軍軍縮条約脱退後の国際情勢悪化の可能性を見込んで、1936年（昭和11年）から標準船制定の動きが起きた。日華事変中の1939年（昭和14年）4月に正式決定され、造船量の増大や効率化を目的に大小貨物船6形式が計画された。その後日本のパナマ運河経由ニューヨーク航路の高速貨物船(いわゆるニューヨークライナー)に相当するL型が計画されるが、さらなる情勢悪化により中止。艦隊随伴用大型タンカーのTL型、蘭印向け中型タンカーのTM型、鉱石運搬船のK型が追加された。また、D型とE型の中間に当たるH型も計画されたが、こちらは計画のみに終わった。後の戦時標準船の制定により平時標準船とも呼ばれ、第1次戦時標準船はこの型式をベースにして設計されている。
※以下、諸元は総トン数・機関・最大速力の順
A型（タービン6,300トン・ディーゼル6,200トン・レシプロ6,400トン、タービンorディーゼルorレシプロ、タービン&ディーゼル15.5ノット・レシプロ15ノット）
6船倉式三島型貨物船。タービン船は建造されなかったが、ディーゼル船が浅野造船所（現・ジャパン マリンユナイテッド）で1隻、レシプロ船が川南工業香焼島造船所（三菱重工を経て現・大島造船所香焼工場）で7隻建造された。
うちレシプロ船は非公式で、レシプロ船とディーゼル船とは、4番船倉用デリックポストの位置が異なる。
全て大東亜戦争で戦没した。5ｔデリック×12基を搭載、25ｔデリック×1基を搭載した。
B型（4,500トン、タービンorレシプロ、14.5ノット）
5船倉式三島型貨物船で、川崎造船所（現・川崎重工業神戸工場）等で14隻が計画され、10隻が建造された。
主機は建造中止船を除くと、レシプロ船が3隻で、残りはタービン船である。
うちレシプロ船1隻、タービン船2隻は応急タンカーに改装されている。9隻が大東亜戦争で戦没し、終戦時残存したのは1隻のみである。
準同型として、三菱重工業（現・三菱造船）神戸造船所にて第三伏見丸（増田合名、4,929トン）、浦上丸（福洋汽船、4,317トン）が建造されている。
いずれも排気タービン付レシプロ機関で、後者は機関を2基搭載。速力は前者が11.5ノット、後者は16.3ノットとなっている。両者共大東亜戦争で戦没した。
5tデリック×10基、20tデリック×1基を搭載。
C型（2,750トン、タービンorタービン付複二連成orレシプロ、13ノット）
4船倉式三島型貨物船で、名古屋造船（現・IHI愛知工場）等で47隻が計画され、43隻(制定前から同一要目で建造された新京丸型を含めて50隻)建造された。
主機は建造中止船を除くと、タービン付複二連成船が7隻、タービン船が6隻で、残りはレシプロ船である。
うち、タービン2隻、レシプロ1隻が応急タンカーに改装された。大東亜戦争で全て戦没し、戦後に2隻が浮揚再生された。
D型（三島型1,990トン・船尾機関型1,900トン、タービンorレシプロ、三島型12ノット・船尾機関型13.5ノット）
4船倉式三島型貨物船と、2船倉式船尾機関型の2パターンある。
三島型は藤永田造船所（現・三井E&S造船）等で15隻建造された。タービン船が1隻で、残りはレシプロ船である。
大東亜戦争で12隻が戦没し、3隻が終戦時残存していた。
船尾機関型は日本海船渠等で66隻が計画され、54隻’同一要目で建造された船を含むと65隻）建造された他、2隻が第1次計画造船でKD型として建造された。うち5隻が応急タンカーに改装されている。
こちらは非公式で、日之出型貨物船の第二靑山丸（大興汽船、1,898総トン）の設計をそのまま踏襲しており、第二靑山丸型貨物船とも呼ばれる。主機は全てレシプロ機関である。
大東亜戦争で52隻が戦没し、2隻が終戦時残存していた他、2隻が浮揚再生された。
E型（830トン、ディーゼル、10ノット）
2船倉式三島型貨物船で、佐野安船渠（現：サノヤスホールディングス・新来島サノヤス造船）等で12隻が建造された。9隻が太平洋戦争で戦没し、3隻が終戦時残存していた。
F型（490トン、ディーゼル、10ノット）
1船倉式船尾集約型貨物船で、朝鮮重工業（現・韓進重工業）等で17隻が建造された。15隻が太平洋戦争で戦没したが、2隻が終戦時残存していた他、戦後に1隻が浮揚再生された。
K型（三島型5,400トン・長船尾楼型5,950トン・船尾機関型5,800トン、三島型レシプロ・長船尾楼型&船尾機関型タービン、三島型&長船尾楼型15ノット・船尾機関型15.5ノット）
4船倉式三島型貨物船と、4船倉式長船尾楼型、5船倉式船尾機関型の3パターンある。三島型は三菱重工業神戸造船所で7隻、船尾機関型は東京石川島造船所（現・IHI）で2隻、長船尾楼型は日本鋼管鶴見造船所等で8隻建造された。三島型と長船尾楼型3隻ずつ、計6隻が応急タンカーに改装された。大東亜戦争で全て戦没した。
TL型（10,000トン、タービン、19.5ノット）
艦隊随伴用大型タンカー。播磨造船所（現・IHI）で設計されたが、当時多数が就役していた川崎型油槽船を建造した方が良いと判断されたためか、商船としては起工されず、海軍給油艦仕様の風早、速吸の2隻のみが起工され、速吸は後に航空機搭載に計画変更されたため、風早のみがオリジナルに近い形態で竣工した。
TM型（5,200トン、タービン、16.5ノット）
蘭印向け中型タンカー。日立造船（ユニバーサル造船を経て現・ジャパン マリンユナイテッド）等で7隻が建造された。大東亜戦争で全て戦没し、戦後に1隻が浮揚再生された。

### 鉄道
1872年（明治5年）の新橋－横浜間鉄道開業の前年、工部省に鉄道寮が設けられた。その後鉄道局へと昇格したが、1885年（明治18年）に工部省が廃止されると内閣の直属となった。1890年（明治23年）には鉄道庁となり内務省の外局になったが、1892年（明治25年）には逓信省の外局とされ、その翌年には内局化され逓信省鉄道局となった。1897年（明治30年）に現業部門を外局として独立させ、鉄道作業局（1907年（明治40年）に帝国鉄道庁へと改組）としたため、鉄道局は監督行政のみを受け持つことになった。1908年（明治41年）に鉄道局と帝国鉄道庁を統合して内閣直属の鉄道院が設立され、鉄道事業は逓信省の手を離れることとなった。

### 電気
1909年（明治42年）7月24日、それまで逓信省通信局で所掌していた電気に関する事務を移管して内局たる電気局が設置された。それに加え、1938年（昭和13年）5月6日には外局（「逓信大臣ノ管理ニ属」する機関）として電力管理準備局が設置され電力管理法の施行に当たったが、1939年（昭和14年）4月1日、両局を統合した外局（「逓信大臣ノ管理ニ属」する機関）として電気庁が設置された。しかし、行政簡素化のため1942年（昭和17年）11月1日電気庁は廃止され、逓信省内局の電気局が再設置されたものの、翌1943年（昭和18年）11月1日、運輸通信省と同時に設置された軍需省に電力局として移管された。軍需省は1945年（昭和20年）8月26日廃止され、代わって商工省が再設置されたが、電力行政は引続き電力局として商工省が所管した。
なお、1935年（昭和10年）、電気用品取締規則（同年逓信省令第30号）に基づき対象製品に付けるマークに逆三角形の中に逓信省徽章「〒」を示したマークが使われ、1961年（昭和36年）公布の電気用品取締法にも継承された。

### 航空
1923年（大正12年）陸軍省の外局だった航空局が逓信省の外局として移管され、翌年内局となった。1927年（昭和2年）の航空法（大正10年法律第54号）の施行と共に郵便機による定期航空輸送の構想を打出し、大阪（木津川飛行場）・東京（羽田飛行場）・福岡（雁ノ巣飛行場）に飛行場を整備し、国際航空郵便も東京～大連（周水子飛行場と大連関東州逓信局）、大阪～上海を開設した。1938年（昭和13年）1月31日、航空局は再び逓信省の外局となった。同年6月、航空機乗員養成所を設置した。1943年（昭和18年）11月1日、運輸通信省設置とともに航空局は同省の内局となり、1945年（昭和20年）5月19日の運輸省への改称においても存置された。同年12月31日、運輸省航空局及び航空機乗員養成所を廃し、「航空に関する事項」を運輸省から逓信院に移管して逓信院電波局に航空保安部を設置した。
1946年（昭和21年）7月1日、逓信省航空保安部を設置した。1949年（昭和24年）6月1日、逓信省廃止に伴い、電気通信省の外局として航空保安庁が設置された。

## 歴代大臣
- 明治憲法の下では、内閣総理大臣が交代しても各大臣の地位に影響は無く、何らの任免発令もないまま引続き大臣の職に留まることも可能だった。
- 兼任の場合の表記は次の通り区別した。
  - 「何々大臣による兼任」としたのは、他大臣が本官であり、逓信大臣が兼官の場合。
  - 「何々大臣を兼任」としたのは、他大臣が兼官であり、逓信大臣が本官の場合。

| 逓信大臣（逓信省官制（明治19年3月1日勅令第2号）） | 逓信大臣（逓信省官制（明治19年3月1日勅令第2号）） | 逓信大臣（逓信省官制（明治19年3月1日勅令第2号）） | 逓信大臣（逓信省官制（明治19年3月1日勅令第2号）） | 逓信大臣（逓信省官制（明治19年3月1日勅令第2号））                                                                                   | 逓信大臣（逓信省官制（明治19年3月1日勅令第2号）） |
| ------------------------------------------------- | ------------------------------------------------- | ------------------------------------------------- | ------------------------------------------------- | --- | ------------------------------------------------- |
| 1                                                 | 榎本武揚                                          |                                                   | - 第1次伊藤内閣 - 黒田内閣                        | 1885年12月22日 - 1889年3月22日 （1888年4月30日 - 1888年7月25日、農商務大臣を臨時兼任）                                              |                                                   |
| 2                                                 | 後藤象二郎                                        |                                                   | - 黒田内閣 - 第1次山縣内閣 - 第1次松方内閣        | 1889年3月22日 - 1892年8月8日 |                                                   |
| 3                                                 | 黒田清隆                                          |                                                   | 第2次伊藤内閣                                     | 1892年8月8日 - 1895年3月17日 |                                                   |
| 4                                                 | 渡辺国武                                          |                                                   | 第2次伊藤内閣                                     | 1895年3月17日 - 1895年10月9日 （1895年8月27日 - 1895年10月9日、大蔵大臣を兼任）                                                     |                                                   |
| 5                                                 | 白根專一                                          |                                                   | - 第2次伊藤内閣 - 第2次松方内閣                   | 1895年10月9日 - 1896年9月26日 |                                                   |
| 6                                                 | 野村靖                                            |                                                   | 第2次松方内閣                                     | 1896年9月26日 - 1898年1月12日 |                                                   |
| 7                                                 | 末松謙澄                                          |                                                   | 第3次伊藤内閣                                     | 1898年1月12日 - 1898年6月30日 |                                                   |
| 8                                                 | 林有造                                            |                                                   | 第1次大隈内閣                                     | 1898年6月30日 - 1898年11月8日 |                                                   |
| 9                                                 | 芳川顕正                                          |                                                   | 第2次山縣内閣                                     | 1898年11月8日 - 1900年10月19日 |                                                   |
| 10                                                | 星亨                                              |                                                   | 第4次伊藤内閣                                     | 1900年10月19日 - 1900年12月21日 |                                                   |
| 11                                                | 原敬                                              |                                                   | 第4次伊藤内閣                                     | 1900年12月22日 - 1901年6月2日 |                                                   |
| 12                                                | 芳川顕正                                          |                                                   | 第1次桂内閣                                       | 1901年6月2日 - 1903年7月17日 |                                                   |
| 13                                                | 曾禰荒助                                          |                                                   | 第1次桂内閣                                       | 1903年7月17日 - 1903年9月22日 大蔵大臣による兼任                                                                                    |                                                   |
| 14                                                | 大浦兼武                                          |                                                   | 第1次桂内閣                                       | 1903年9月22日 - 1906年1月7日 |                                                   |
| 15                                                | 山縣伊三郎                                        |                                                   | 第1次西園寺内閣                                   | 1906年1月7日 - 1908年1月14日 |                                                   |
| 16                                                | 原敬                                              |                                                   | 第1次西園寺内閣                                   | 1908年1月14日 - 1908年3月25日 内務大臣による兼任                                                                                    |                                                   |
| 17                                                | 堀田正養                                          |                                                   | 第1次西園寺内閣                                   | 1908年3月25日 - 1908年7月14日 |                                                   |
| 18                                                | 後藤新平                                          |                                                   | 第2次桂内閣                                       | 1908年7月14日 - 1911年8月30日 |                                                   |
| 19                                                | 林董                                              |                                                   | 第2次西園寺内閣                                   | 1911年8月30日 - 1912年12月21日 （1911年8月30日 - 1911年10月16日、外務大臣を臨時兼任）                                               |                                                   |
| 20                                                | 後藤新平                                          |                                                   | 第3次桂内閣                                       | 1912年12月21日 - 1913年2月20日 |                                                   |
| 21                                                | 元田肇                                            |                                                   | 第1次山本内閣                                     | 1913年2月20日 - 1914年4月16日 |                                                   |
| 22                                                | 武富時敏                                          |                                                   | 第2次大隈内閣                                     | 1914年4月16日 - 1915年8月10日 |                                                   |
| 23                                                | 箕浦勝人                                          |                                                   | 第2次大隈内閣                                     | 1915年8月10日 - 1916年10月9日 |                                                   |
| 24                                                | 田健治郎                                          |                                                   | 寺内内閣                                          | 1916年10月9日 - 1918年9月29日 |                                                   |
| 25                                                | 野田卯太郎                                        |                                                   | - 原内閣 - 高橋内閣                               | 1918年9月29日 - 1922年6月12日 |                                                   |
| 26                                                | 前田利定                                          |                                                   | 加藤（友）内閣                                    | 1922年6月12日 - 1923年9月2日 |                                                   |
| 27                                                | 犬養毅                                            |                                                   | 第2次山本内閣                                     | 1923年9月2日 - 1924年1月7日 （1923年9月2日 - 1923年9月6日、文部大臣を兼任）                                                         |                                                   |
| 28                                                | 藤村義朗                                          |                                                   | 清浦内閣                                          | 1924年1月7日 - 1924年6月11日 |                                                   |
| 29                                                | 犬養毅                                            |                                                   | 加藤（高）内閣                                    | 1924年6月11日 - 1925年5月30日 |                                                   |
| 30                                                | 安達謙蔵                                          |                                                   | - 加藤（高）内閣 - 第1次若槻内閣                  | 1925年5月30日 - 1927年4月20日 |                                                   |
| 31                                                | 望月圭介                                          |                                                   | 田中（義）内閣                                    | 1927年4月20日 - 1928年5月23日 |                                                   |
| 32                                                | 久原房之助                                        |                                                   | 田中（義）内閣                                    | 1928年5月23日 - 1929年7月2日 |                                                   |
| 33                                                | 小泉又次郎                                        |                                                   | - 濱口内閣 - 第2次若槻内閣                        | 1929年7月2日 - 1931年12月13日 |                                                   |
| 34                                                | 三土忠造                                          |                                                   | 犬養内閣                                          | 1931年12月13日 - 1932年5月26日 |                                                   |
| 35                                                | 南弘                                              |                                                   | 齋藤内閣                                          | 1932年5月26日 - 1934年7月8日 |                                                   |
| 36                                                | 床次竹二郎                                        |                                                   | 岡田内閣                                          | 1934年7月8日 - 1935年9月8日 |                                                   |
| 37                                                | 岡田啓介                                          |                                                   | 岡田内閣                                          | 1935年9月9日 - 1935年9月12日 内閣総理大臣による兼任                                                                                 |                                                   |
| 38                                                | 望月圭介                                          |                                                   | 岡田内閣                                          | 1935年9月12日 - 1936年3月9日 |                                                   |
| 39                                                | 頼母木桂吉                                        |                                                   | 廣田内閣                                          | 1936年3月9日 - 1937年2月2日 |                                                   |
| 40                                                | 山崎達之輔                                        |                                                   | 林内閣                                            | 1937年2月2日 - 1937年2月10日 農林大臣による兼任                                                                                     |                                                   |
| 41                                                | 児玉秀雄                                          |                                                   | 林内閣                                            | 1937年2月10日 - 1937年6月4日 |                                                   |
| 42                                                | 永井柳太郎                                        |                                                   | 第1次近衛内閣                                     | 1937年6月4日 - 1939年1月5日 |                                                   |
| 43                                                | 塩野季彦                                          |                                                   | 平沼内閣                                          | 1939年1月5日 - 1939年4月7日 司法大臣による兼任                                                                                      |                                                   |
| 44                                                | 田辺治通                                          |                                                   | 平沼内閣                                          | 1939年4月7日 - 1939年8月30日 |                                                   |
| 45                                                | 永井柳太郎                                        |                                                   | 阿部内閣                                          | 1939年8月30日 - 1940年1月16日 （1939年8月30日 - 1939年11月29日、鉄道大臣を兼任）                                                    |                                                   |
| 46                                                | 勝正憲                                            |                                                   | 米内内閣                                          | 1940年1月16日 - 1940年7月22日 |                                                   |
| 47                                                | 村田省蔵                                          |                                                   | - 第2次近衛内閣 - 第3次近衛内閣                   | 1940年7月22日 - 1941年10月18日 （1940年7月22日 - 1940年9月28日、鉄道大臣を兼任） （1941年7月18日 - 1941年10月18日、鉄道大臣を兼任） |                                                   |
| 48                                                | 寺島健                                            |                                                   | 東條内閣                                          | 1941年10月18日 - 1943年10月8日 （1941年10月18日 - 1941年12月2日、鉄道大臣を兼任）                                                   |                                                   |
| 49                                                | 八田嘉明                                          |                                                   | 東條内閣                                          | 1943年10月8日 - 1943年11月1日 鉄道大臣による兼任                                                                                    |                                                   |
| 通信院総裁（運輸通信省）                          |                                                   |                                                   |                                                   | |                                                   |
|                                                   | 小松茂                                            |                                                   | 東條内閣                                          | 1943年11月1日 - 1944年4月11日 |                                                   |
|                                                   | 塩原時三郎                                        |                                                   | - 東條内閣 - 小磯内閣 - 鈴木（貫）内閣            | 1944年4月11日 - 1945年5月19日 |                                                   |
| 逓信院総裁（内閣）                                |                                                   |                                                   |                                                   | |                                                   |
|                                                   | 塩原時三郎                                        |                                                   | - 鈴木（貫）内閣 - 東久邇宮内閣                   | 1945年5月19日 - 1945年8月30日 |                                                   |
|                                                   | 松前重義                                          |                                                   | - 東久邇宮内閣 - 幣原内閣                         | 1945年8月30日 - 1946年4月8日 |                                                   |
|                                                   | （欠）                                            |                                                   | - 幣原内閣 - 第1次吉田内閣                        | 1946年4月8日 - 1946年6月30日 新谷寅三郎逓信院次長が総裁心得を務める                                                                 |                                                   |
| 逓信大臣（第2期）                                 |                                                   |                                                   |                                                   | |                                                   |
| 50                                                | 一松定吉                                          |                                                   | 第1次吉田内閣                                     | 1946年7月1日 - 1947年5月24日 |                                                   |
|                                                   | 片山哲                                            |                                                   | 片山内閣                                          | 1947年5月24日 - 1947年6月1日 内閣総理大臣による臨時代理                                                                             |                                                   |
| 51                                                | 三木武夫                                          |                                                   | 片山内閣                                          | 1947年6月1日 - 1948年3月10日 |                                                   |
| 52                                                | 冨吉榮二                                          |                                                   | 芦田内閣                                          | 1948年3月10日 - 1948年10月15日 |                                                   |
|                                                   | 吉田茂                                            |                                                   | 第2次吉田内閣                                     | 1948年10月15日 - 1948年10月19日 内閣総理大臣による臨時代理                                                                          |                                                   |
| 53                                                | 降旗徳弥                                          |                                                   | 第2次吉田内閣                                     | 1948年10月19日 - 1949年2月16日 |                                                   |
| 54                                                | 小沢佐重喜                                        |                                                   | 第3次吉田内閣                                     | 1949年2月16日 - 1949年6月1日 |                                                   |

## 逓信局
郵便、小包郵便、郵便為替、郵便貯金、簡易生命保険、郵便年金、電信及び電話の管理に属する事務、発電水力調査に関する事務並びに電気事業及び船舶海員の監督に関する事務を掌る。
職員は、局長（7人。勅任）、書記官（専任12人。奏任）、事務官（専任37人。奏任）、技師（専任132人。奏任）、書記（専任2049人。判任）、技手（専任1657人。判任）、書記補（専任1203人。判任）。
各局所の定員の配当は逓信大臣が定める。
各逓信局の名称、位置及び管轄区域は下の通り。
- 東京逓信局、東京市、東京府・神奈川県・埼玉県・群馬県・千葉県・茨城県・栃木県・静岡県・山梨県
- 名古屋逓信局、名古屋市、愛知県・三重県・岐阜県・長野県・福井県・石川県・富山県
- 大阪逓信局、大阪市、大阪府・京都府・兵庫県・奈良県・滋賀県・和歌山県・徳島県・高知県
- 広島逓信局、広島市、広島県・鳥取県・島根県・岡山県・山口県・香川県・愛媛県
- 熊本逓信局、熊本市、熊本県・長崎県・福岡県・大分県・佐賀県・宮崎県・鹿児島県・沖縄県
- 仙台逓信局、仙台市、宮城県・新潟県・福島県・岩手県・青森県・山形県・秋田県
- 札幌逓信局、札幌市、北海道

参考：大正十三年十一月二十五日勅令第二七二号逓信局官制、十四年勅令第一八五号、勅令第二八〇号、十五年勅令第一九一号、勅令第二七八号、昭和二年勅令第二五三号、三年勅令第二〇六号、四年勅令第二二九号。